# El militar y la señora
L'Officier et la dame
El militar y la señora (« L'Officier et la dame ») est un carton pour tapisserie réalisé en 1779 par Francisco de Goya et appartenant à la troisième série des cartons pour tapisserie destinée à la chambre du Prince des Asturies du Palais du Pardo.

## Contexte de l'œuvre
Tous les tableaux de la troisième série sont destinés à la chambre du Prince des Asturies, c'est-à-dire de celui qui allait devenir Charles IV et de son épouse Marie Louise de Parme, au palais du Pardo. Le tableau fut livré à la Fabrique royale de tapisserie le 6 janvier 1779.
Il fut considéré perdu jusqu'en 1869, lorsque la toile fut découverte dans le sous-sol du Palais royal de Madrid par Gregorio Cruzada Villaamil, et fut remise au musée du Prado en 1870 par les ordonnances du 19 janvier et du 9 février 1870, où elle est exposée dans la salle 92. La toile est citée pour la première fois dans le catalogue du musée du Prado en 1876.
La série était composée de La Feria de Madrid, El Cacharrero, El Militar y la señora, La Acerolera, Muchachos jugando a soldados, Niños del carretón et El Juego de pelota a pala.